# Protolophotus elami
Protolophotus elami es una especie monotípica del género extinto de peces Protolophotus.

## Descripción
La única especie del género es Protolophotus elami. Este pez era de tamaño mediano superando los 40 cm (15,74 pulgadas) de longitud hasta 200 cm (78,74 pulgadas), según reportes de registros fósiles encontrados en Irán. Era muy similar al moderno Lophotus, el llamado pez unicornio, y al igual que éste poseía una estructura en forma de peine formada por radios muy alargados en la parte anterior de la aleta dorsal. Esto después continuó en una estructura similar a una cinta, que corría a lo largo de la espalda hasta unirse a las pequeñas aletas caudal y anal, y terminaba a la mitad del vientre. El cuerpo era muy alargado, pero no tanto como el de Lophotus. Un registro fósil de P. elami se encuentra en el museo Nacional de Historia Natural de Francia y mide aproximadamente 42 cm (16,53 pulgadas).